# Про Ерша Ершовича
«Про Ерша Ершовича» — советский короткометражный мультфильм, который создал режиссёр Станислав Соколов по мотивам «Повести о Ерше Ершовиче» и сказки Бориса Шергина «Судное дело Ерша с Лещом» на студии «Союзмультфильм» в 1979 году. В этом фильме высмеиваются хвастовство, бесцеремонность и ложь.

## Сюжет
Ёрш со своим семейством приплыл в лещёво озеро и попросился у лещей пожить в нём пару дней. Лещи ему разрешили, а ерши обосновались надолго, обнаглели, расплодились и стали донимать лещей. Тогда последние обратились в рыбий суд с просьбой рассудить, кто вправе жить в озере. Свидетели — старожилы подтвердили, что озеро всегда было лещёвым, а ерши обосновались в нём незаконно.
Ёрш начал врать, будто озеро раньше принадлежало им, а все доказательства сгорели при пожаре. Судья — сом признал, что ерши живут в озере незаконно, и велел им покинуть его. А ёрш разбушевался и начал мутить воду, но был пойман рыбаками Фомой и Ерёмой. Однако он сумел от них ускользнуть.

## Съёмочная группа
| автор сценария                | Вадим Курчевский |
| режиссёр и художник           | Станислав Соколов |
| оператор                      | Ян Топпер |
| композитор                    | Владимир Мартынов |
| роли озвучивали:              | Лев Дуров, Феликс Иванов |
| художники-мультипликаторы:    | Вячеслав Шилобреев, Ольга Панокина, Наталья Тимофеева |
| звукооператор                 | Сергей Абельдяев |
| монтажёр                      | Галина Филатова |
| куклы и декорации изготовили: | Владимир Аббакумов, Н. Андреева, Павел Гусев, Н. Коренева, Валентин Ладыгин, Светлана Знаменская, Павел Лесин, М. Стрельчук, Михаил Колтунов, Г. Студеникина, Александр Ширчков, Марина Чеснокова |
| под руководством              | Владимира Кима |
| редактор                      | Раиса Фричинская |
| директор картины              | Глеб Ковров |